# Tephrosia falciformis
Tephrosia falciformis är en ärtväxtart som beskrevs av S.V.Ramaswamy. Tephrosia falciformis ingår i släktet Tephrosia och familjen ärtväxter. Inga underarter finns listade i Catalogue of Life.